# Liceo ginnasio statale Bartolomeo Zucchi
Il liceo ginnasio statale "Bartolomeo Zucchi" è un liceo classico e musicale statale della città di Monza, intitolato a Bartolomeo Zucchi, letterato e storico monzese. 
Il liceo è ospitato dal 1937 nello storico edificio dell'ex seminario, realizzazione neoclassica del Gilardoni e del Moraglia, affacciato alla piazza Trento e Trieste. Fra gli allievi dello storico seminario vi fu il futuro Papa Pio XI, Achille Ratti: vi è una lapide in suo onore su una delle scalinate interne.

## Storia
Fondato dai gesuiti in esecuzione di un lascito di Bartolomeo Zucchi (1630), letterato e religioso monzese, per ragazzi economicamente svantaggiati, assunse subito la funzione di scuola per giovani poveri e meritevoli, funzione che mantenne fino al 1871, quando divenne il Civico Ginnasio Pareggiato a Ginnasi regi, per volontà stessa di Vittorio Emanuele II di Savoia, re d'Italia. La struttura fino agli inizi del XX secolo ha svolto esclusivamente la funzione di seminario arcivescovile cittadino. 
Dopo la parentesi dei due conflitti mondiali - in occasione dei quali ha ospitato feriti e rifugiati - dal 1937 il Liceo Ginnasio Zucchi ha assunto l'aspetto che riveste tuttora. Dal 2012 il ospita anche il liceo musicale. È dotato di una biblioteca di circa 12000 libri.

## Architettura

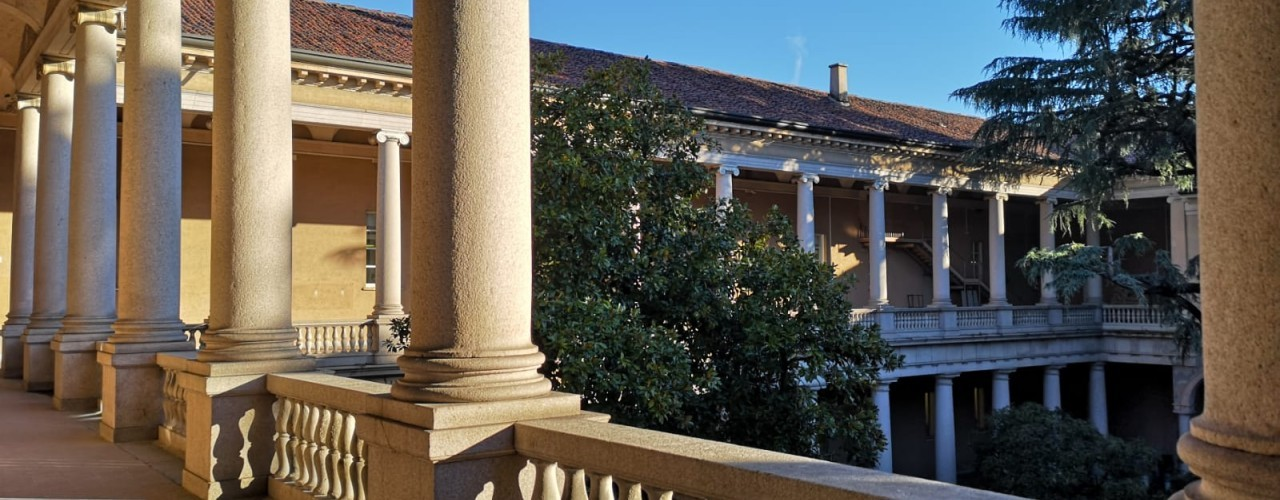
Il cortile interno del liceo, visto dal loggiato del primo piano.

L'edificio originario era probabilmente costituito da un'antica chiesa di stile romanico (ancora oggi è possibile vedere nel loggiato le colonne originali), in seguito integrata al resto del complesso agli inizi del XIV secolo, quando l'edificio venne convertito in convento maschile. Durante recenti scavi sono state scoperte le antiche fondamenta, che testimoniano il passato uso religioso della struttura.
Agli inizi del XVIII secolo l'edificio comincia ad assumere l'aspetto attuale, con il caratteristico loggiato a doppia arcata. Fino alla fine del XIX secolo, convertito in seminario arcivescovile, ha mantenuto un muro di cinta che oggi è del tutto scomparso.
L'edificio assume definitivamente l'aspetto attuale solo dopo la seconda metà del Novecento: esso è caratterizzato da un vasto cortile con, al centro, la ricostruzione della fontana andata distrutta durante la seconda guerra mondiale e da un loggiato a colonne doriche. La facciata, al contrario, si è mantenuta quasi del tutto invariata a partire dal XIX secolo ed è in stile neoclassico.
Nel cortile sono oggi conservati alcuni reperti archeologici, tra cui un sarcofago in pietra di epoca romana rinvenuto nel 1973 nella vicina Vimercate.

## Il Bartolomeo
Il Bartolomeo è il giornale dell'istituto scolastico. Fondato e distribuito in formato cartaceo per la prima volta nell'anno 1990 col nome di Bartolomeo, da qualche anno, per ridurre lo spreco di carta, viene pubblicato in formato digitale.